# Baku Cup 2015
Baku Cup 2015 - професійний тенісний турнір, що проходив на кортах з твердим покриттям. Це був 5-й за ліком турнір. Належав до Туру WTA 2015. Відбувся в Баку (Азербайджан). Тривав з 27 липня до 2 серпня 2015 року.

## Очки і призові гроші

### Розподіл очок
| Дисципліна              | П   | Ф   | ПФ  | ЧФ | 1/8 | 1/16 | Q   | Q2  | Q1  |
| Жінки, одиночний розряд | 280 | 180 | 110 | 60 | 30  | 1    | 18  | 12  | 1   |
| Жінки, парний розряд    | 280 | 180 | 110 | 60 | 1   | Н/Д  | Н/Д | Н/Д | Н/Д |

### Розподіл призових грошей
| Дисципліна              | П       | F       | ПФ      | ЧФ     | 1/8    | 1/16   | Q2     | Q1   |
| Жінки, одиночний розряд | $43,000 | $21,400 | $11,500 | $6,175 | $3,400 | $2,100 | $1,020 | $600 |
| Жінки, парний розряд    | $12,300 | $6,400  | $3,435  | $1,820 | $960   | Н/Д    | Н/Д    | Н/Д  |

## Учасниці основної сітки в одиночному розряді

### Сіяні учасниці
| Країна     | Гравчиня               | Рейтинг1 | Сіяна |
| ---------- | ---------------------- | -------- | ----- |
| Росія      | Анастасія Павлюченкова | 41       | 1     |
| Італія     | Карін Кнапп            | 43       | 2     |
| Словаччина | Домініка Цібулкова     | 56       | 3     |
| Японія     | Курумі Нара            | 60       | 4     |
| Сербія     | Бояна Йовановські      | 67       | 5     |
| Україна    | Леся Цуренко           | 71       | 6     |
| Росія      | Віталія Дяченко        | 74       | 7     |
| Італія     | Франческа Ск'явоне     | 85       | 8     |
| Чорногорія | Данка Ковінич          | 86       | 9     |

- 1 Рейтинг подано станом на 20 липня 2015

### Інші учасниці
Нижче наведено учасниць, які отримали вайлдкард на участь в основній сітці:
- Олександра Корашвілі
- Магда Лінетт
- Зулейха Сафарова

Нижче наведено гравчинь, які пробились в основну сітку через стадію кваліфікації:
- Нігіна Абдураїмова
- Ольга Янчук
- Валентина Івахненко
- Ольга Савчук
- Патрісія Марія Тіг
- Ян Чжаосюань

Як щасливий лузер в основну сітку потрапили такі гравчині:
- Юлія Бейгельзимер

### Відмовились від участі
До початку турніру
- Деніса Аллертова → її замінила  Катерина Бондаренко
- Клара Коукалова → її замінила  Донна Векич
- Андрея Міту → її замінила  Олександра Панова
- Моніка Нікулеску → її замінила  Барбора Крейчикова
- Ярослава Шведова → її замінила  Маргарита Гаспарян
- Катерина Сінякова → її замінила  Єлизавета Кулічкова
- Тереза Сміткова → її замінила  Чагла Бююкакчай
- Леся Цуренко (травма правого зап'ястка) → її замінила  Юлія Бейгельзимер
- Роберта Вінчі → її замінила  Еґуті Міса
- Яніна Вікмаєр → її замінила  Чжу Лінь

### Знялись
- Юлія Бейгельзимер (травма шиї)
- Катерина Бондаренко (травма лівої ноги)
- Данка Ковінич (хвороба шлунково-кишкового тракту)

## Учасниці основної сітки в парному розряді

### Сіяні пари
| Країна | Гравчиня           | Країна     | Гравчиня          | Рейтинг1 | Сіяна |
| ------ | ------------------ | ---------- | ----------------- | -------- | ----- |
| Росія  | Маргарита Гаспарян | Росія      | Олександра Панова | 132      | 1     |
| Росія  | Віталія Дяченко    | Україна    | Ольга Савчук      | 162      | 2     |
| Японія | Хірото Кувата      | Нідерланди | Демі Схюрс        | 201      | 3     |
| Грузія | Оксана Калашникова | Чорногорія | Данка Ковінич     | 226      | 4     |

- 1 Рейтинг подано станом на 20 липня 2015

### Інші учасниці
Нижче наведено пари, які отримали вайлдкард на участь в основній сітці:
- Аміна Дік /  Зулейха Сафарова

## Переможниці та фіналістки

### Одиночний розряд
- Маргарита Гаспарян —  Патрісія Марія Тіг, 6–3, 5–7, 6–0

### Парний розряд
- Маргарита Гаспарян /  Олександра Панова —  Віталія Дяченко  /  Ольга Савчук, 6–3, 7–5